# Dominik Seiwald
Dominik Seiwald (* 19. März 1986) ist ein ehemaliger österreichischer Fußballtorwart.

## Karriere
Seiwald begann seine Karriere beim FC Schladming. Zur Saison 2001/02 wechselte er in die Akademie des SK Sturm Graz. Zur Saison 2003/04 schloss er sich dem Regionalligisten TSV Hartberg an. Zur Saison 2005/06 wechselte er zum Zweitligisten SCR Altach. In Altach war er in der Saison 2005/06 zweiter Tormann hinter Mario Krassnitzer. Nachdem Altach den Aufstieg in die Bundesliga bereits fixiert hatte, gab Seiwald im bedeutungslosen Spiel am letzten Spieltag gegen den FC Gratkorn sein Zweitligadebüt. Auch in der Saison 2006/07 blieb er Ersatztormann hinter Krassnitzer, zu einem Bundesligaeinsatz sollte er nie kommen.
Zur Saison 2007/08 wechselte Seiwald zum Zweitligisten SV Bad Aussee. Für die Steirer kam er zu 30 Zweitligaeinsätzen, mit dem Klub stieg er zu Saisonende aber aus der zweithöchsten Spielklasse ab. Daraufhin blieb der Tormann der zweiten Liga aber erhalten, denn er wechselte zur Saison 2008/09 zum Aufsteiger SKN St. Pölten. In St. Pölten war er zunächst Einsertorwart, bereits nach fünf Spieltagen wurde er aber von Thomas Vollnhofer abgelöst. Bis Saisonende absolvierte er acht Zweitligapartien für die Niederösterreicher. Nach der Saison 2008/09 verließ er den SKN.
Nach einem halben Jahr ohne Verein wechselte er im Jänner 2010 zur viertklassigen Union Mondsee. Mit Mondsee stieg er am Ende der Saison 2009/10 aus der OÖ Liga ab. In zweieinhalb Jahren in Mondsee kam er zu 63 Einsätzen in den Spielklassen vier und fünf. Zur Saison 2012/13 kehrte Seiwald nach Altach zurück, wo er für die Amateure verpflichtet wurde. In zwei Jahren kam er zu 45 Einsätzen in der Regionalliga für Altach II, zudem half er einige Male als Ersatztormann bei den mittlerweile wieder zweitklassigen Profis aus, ohne dabei jedoch eingesetzt zu werden.
Zur Saison 2014/15 wechselte er innerhalb der Westliga zum FC Dornbirn 1913. In Dornbirn absolvierte er in drei Spielzeiten 88 Regionalligaspiele. Zur Saison 2017/18 wechselte Seiwald nach Liechtenstein zum FC Ruggell. In Ruggell wurde er nach seinem Karriereende 2019 auch Tormanntrainer.